# 안달루시아의 개
안달루시아의 개(Un Chien Andalou)는 1929년 프랑스에서 루이스 부뉴엘이 감독, 제작한 단편 영화이며, 부뉴엘의 감독 데뷔작이다. 살바도르 달리가 부뉴엘과 공동으로 각본 작업을 했으며, 실험적으로 초현실주의적 기법이 많이 적용되었다.

## 출연
- 루이스 부뉴엘
- 살바도르 달리

## 반응
이 영화는 첫 부분에서 시몬 마뢰유의 안구가 면도칼로 후벼지는 장면이나, 중반의 당나귀 시체를 올려 놓은 피아노가 등장하는 장면, 등장 남성의 구멍 뚫린 손바닥에서 개미 떼가 기어 나오는 장면 등으로 인해 개봉 당시의 관객들에게 크나큰 시각적 충격을 주었다. 이러한 효과는 의도된 것으로, 이후 "영화 사상 처음으로 스크린에서 관객들을 소외시킨 영화"라는 평가를 받으면서 이 영화가 아방가르드 영화의 효시로 꼽히게 되는 원인이 된다.
이 영화의 제작비를 대 준 사람들은 영화가 상영되자 부뉴엘에게 속았다고 여겼으며, 가톨릭 교회는 이 영화에 대해 직접적으로 반발하는 입장을 취했다. 그러나 당대 프랑스의 소수 전위 예술가들에게는 열성적으로 수용되는 등 극단적으로 양분된 반응이 나타났다(-대체로 부정적 의견이 절대 다수였지만-).
주연을 맡은 두 배우인 마뢰유와 바체프는 불행한 삶을 살다가 모두 자살하고 말았다. 바체프는 파리에서 1932년 4월 13일 진정제 과다 복용으로 자살하였으며, 마뢰유는 그 뒤 1954년 10월 24일 도르도뉴에서 가솔린을 몸에 칠하고 불 속으로 뛰어들어 자살하였다.
시간이 흘러 아방가르드 운동이 예술 사조의 하나로 편입되자, 세인들의 평가는 차츰 달라져서 이 영화는 영화사의 중요한 전환점으로 평가 받게 되었다. 시카고 선 타임즈의 로저 이버트는 이 영화를 "…영화에 관심 있는 사람이라면 언젠가는, 그것도 여러 번 보게 되는 영화"라고 평함과 동시에 자신이 선정한 위대한 영화 100선에 이 영화를 포함시켰다. 이 영화는 무성 영화(Silent Era)에서 선정한 무성 영화 Top 100에도 선정되었다.

## 최고의 영화 선정 리스트

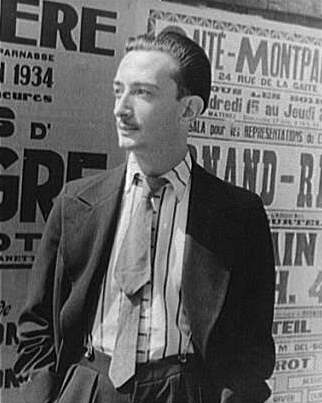
살바도르 달리의 사진. (1934년)

| 연도 | 주최국 | 주관                                           | 선정 내용                                      | 순위      | 주석                      |
| ---- | ------ | ---------------------------------------------- | ---------------------------------------------- | --------- | ------------------------- |
| 2008 | 영국   | 《엠파이어》                                   | 역대 가장 위대한 영화 500선                    | 354위     | [ 7 ]                     |
| 2005 | 미국   | 《시카고 선타임즈)》 평론가, 로저 이버트       | 역대 위대한 영화 100선                         | 순위 없음 | [ 8 ] [ 9 ] [ 10 ] [ 11 ] |
| 2003 | 영국   | 《죽기 전에 꼭 봐야 할 영화 1001편》           | 《죽기 전에 꼭 봐야 할 영화 1001편》           | 순위 없음 | [ 12 ]                    |
| 2002 | 독일   | 《니콜라우스 슈뢰더의 잊지 못할 명작 영화 50》 | 《니콜라우스 슈뢰더의 잊지 못할 명작 영화 50》 | 순위 없음 | [ 13 ]                    |

## 같이 보기
- 초현실주의
- 초현실주의 영화
- 영화의 역사